# 麥士蒂索人
梅斯蒂索人（西班牙語：mestizo，發音：[mesˈtiθo]、[mesˈtiso]），又譯作梅斯蒂索人或馬斯提佐人，是西班牙語與葡萄牙語中的專有名詞，曾於西班牙帝國與葡萄牙帝國使用，指的是歐洲人與美洲原住民祖先混血而成的拉丁民族。它也用於部分亞太地區（如菲律賓麥士蒂索人），但指的是歐洲人與當地原住民祖先所生的混血兒。其詞源（西班牙語）來自拉丁語，意為「混合」。此詞語主要特別指的是歐洲血統與美洲原住民血統的混血兒，其人口主要分布於拉丁美洲。

## 美洲

### 拉丁美洲
西班牙征服者的平均年龄为25岁，并将到达美洲的使命，理解为西班牙人的征服；年輕力壯，血氣方剛的他們急需性愛與情感的出口。而移民到美洲的西班牙妇女所占比例较低，男女比為八比一，甚至至九比一，這使得大量西班牙男子開始與印第安女子交往相戀，納為外婦，甚至強姦。因此，与欧洲人到达美洲的时期同时，梅斯蒂索化就开始。而到16世纪上半叶时，西班牙征服者中的大多数後裔都是混血兒。
在征服美洲一段时间后，西班牙王室试图阻止混血，并建立了种姓制度（卡斯塔）。
但是，就算是君王嚴厲禁止白人妇女与美洲原住民或黑奴男子、混血兒之间发生性关系。如果发生这种情况，则視為强奸或性虐待，将這些男子处死。尽管官員嚴厲執法，但這些依然是不合情理的苛政，很多白人妇女仍秘密地与美洲原住民和黑人男子私通。